# ضيف (اسم)
ضيف هو اسم علم مذكر من أصل عربي، ومعناه هو النزيل الزائر؛ للمفرد والجمع، كقوله تعالى: ﴿هل أتاك حديث ضيف إبراهيم المكرمين﴾ [الذريات24] أي ضيوفه من الملائكة.

## شخصيات تحمل الاسم
- ضيف الله القرني (لاعب كرة قدم سعودي، 6 نوفمبر 1988 – )
- ضيف الله بن غازي بن محيا (1884 – )
- ضيف الله بورمية (سياسي كويتي، 1957 – )
- ضيف الله قاشان
- الضيف أحمد (ممثل مصري، 1936 – 1970)

## وصلات خارجية
- موسوعة السلطان قابوس لأسماء العرب نسخة محفوظة 5 أبريل 2019 على موقع واي باك مشين.